# David Poirot
Pour les articles homonymes, voir Poirot et Gozlan.
David Poirot (ou David Poirot-Gozlan), né en 1980, est un producteur français, cofondateur, avec sa mère Christine Gozlan, de Thelma Films, société indépendante de production cinématographique.

## Biographie
Après des études de droit, d'anglais et de sciences politiques, il rejoint le cinéma en 2002 en devenant régisseur. Il fonde en 2004 avec sa mère Christine Gozlan, la société Thelma Films qu'il quitte en 2021

## Filmographie chez Thelma Films
- 2021 : Mince alors 2 !, de Charlotte de Turckheim
- 2020 : Les Apparences, de Marc Fitoussi
- 2018 : Thomas, de Laura Smet (court métrage)
- 2017 : Bonne Pomme, de Florence Quentin
- 2017 : L'Indomptée, de Caroline Deruas
- 2016 : Je ne suis pas un salaud , de Emmanuel Finkiel
- 2014 : United Passions, de Frédéric Auburtin
- 2014 : Tout est permis, de Coline Serreau
- 2014 : Divin Enfant, de Olivier Doran
- 2013 : Amour et turbulences, de Alexandre Castagnetti
- 2013 : Rue Mandar, de Idit Cebula;
- 2012 : À cœur ouvert, de Marion Laine;
- 2012 : Mince alors !, de Charlotte de Turckheim;
- 2011 : La Clé des champs, de Claude Nuridsany et Marie Pérennou;
- 2011 : La Brindille, de Emmanuelle Millet;
- 2011 : Un baiser papillon, de Karine Silla;
- 2010 : Le Bruit des Glaçons, de Bertrand Blier;
- 2010 : Donnant Donnant, d'Isabelle Mergault;
- 2010 : Joseph et la Fille, de Xavier de Choudens;
- 2009 : L'Homme de chevet, de Alain Monne;
- 2008 : Le Premier Cercle, de Laurent Tuel;
- 2008 : Le code a changé, de Danièle Thompson;
- 2007 : Si c'était lui..., d'Anne-Marie Étienne;
- 2006 : La Californie, de Jacques Fieschi;
- 2006 : Président, de Lionel Delplanque;
- 2006 : Le Passager de l'été, de Florence Moncorgé-Gabin;
- 2006 : Fauteuils d'orchestre, de Danièle Thompson

## Filmographie de régisseur, régisseur-adjoint, acteur
- Julie, chevalier de Maupin, de Charlotte Brandström 2004 / Régisseur Adjoint
- Confidences trop intimes, de Patrice Leconte 2004 / Régisseur
- Podium , de Yann Moix 2003 / Régisseur
- La Maison de jade, de Nadine Trintignant 1988 / Rôle de David

## Autres activités
- 2017 - Enseignant vacataire à Sciences Po Paris - Institut d'études politiques de Paris. Module pour l'Ecole d'Affaires Publiques : "Le Producteur de Cinéma en France"